# Yuki Bhambri
Yuki Bhambri (født 4. juli 1992 i New Delhi, Indien) er en professionel tennisspiller fra Indien.